# Alexej Rubcov
Alexej Rubcov (rusky Алексей Рубцов; * 5. srpna 1988 Moskva) je ruský reprezentant v boulderingu, olympionik, vítěz Rock Masteru a mistr světa a vítěz Melloblocca.

## Výkony a ocenění
- 2009: mistr světa
- 2012: vítěz mezinárodních boulderingových závodů Melloblocco[2]
- 2016,2017: bronz v celkovém hodnocení světového poháru
- 2017: třetí nominace na prestižní mezinárodní závody Rock Master v italském Arcu, kde získal bronz
- 2017: bronz na světových hrách
- 2018: vítěz Rock Masteru
- 2021: účast na LOH 2020 v Tokiu

### Závodní výsledky
| Světové hry | Světové hry |
| Rok         | 2017        |
| ----------- | ----------- |
| Bouldering  | 3           |

| Arco Rock Master | Arco Rock Master | Arco Rock Master | Arco Rock Master | Arco Rock Master |
| Rok              | 2009             | 2010             | 2017             | 2018             |
| ---------------- | ---------------- | ---------------- | ---------------- | ---------------- |
| Bouldering       | 8                | 11               | 3                | 1                |

| Melloblocco | Melloblocco |
| Rok         | 2012        |
| ----------- | ----------- |
| Bouldering  | 1           |

| Mistrovství světa | Mistrovství světa | Mistrovství světa | Mistrovství světa | Mistrovství světa | Mistrovství světa |
| Rok               | 2009              | 2011              | 2012              | 2016              | 2018              |
| ----------------- | ----------------- | ----------------- | ----------------- | ----------------- | ----------------- |
| Obtížnost         |                   |                   |                   |                   | 21                |
| Bouldering        | 1                 | 29-30             | 45-46             | 7                 |                   |

| Světový pohár        | Světový pohár       | Světový pohár | Světový pohár      | Světový pohár        | Světový pohár        | Světový pohár | Světový pohár | Světový pohár   | Světový pohár     | Světový pohár       |
| Rok                  | 2008                | 2009          | 2010               | 2011                 | 2012                 | 2014          | 2015          | 2016            | 2017              | 2018                |
| -------------------- | ------------------- | ------------- | ------------------ | -------------------- | -------------------- | ------------- | ------------- | --------------- | ----------------- | ------------------- |
| Obtížnost            | —                   | —             | —                  | —                    | —                    | —             | —             | 0               | 45-46             |                     |
| jednotlivě*          | —                   | —             | —                  | —                    | —                    | —             | —             | -,-,-,-, 45,-,- | -,-,-,-,-,21,-,17 |                     |
|                      |                     |               |                    |                      |                      |               |               |                 |                   |                     |
| Bouldering           | 41                  | 33-36         | 8                  | 5                    | 14                   | 37-38         | 15-16         | 3               | 3                 | 4                   |
| jednotlivě* (3/1/10) | 12,21-22, -,-,-,-,- | -,-,26, 13,-  | 19,15,9, · 7,-,,15 | ,,4,10, · -,-,12,5,8 | -,-,25-26, 25-26,7,5 | 10            | ,-, · -,-,-   | ,,16, · ,5,13,  | 10,,4,, · 23-25,, | 14,9,5,12-13, · ,5, |
|                      |                     |               |                    |                      |                      |               |               |                 |                   |                     |
| Kombinace            | —                   | —             | —                  | —                    | —                    | —             | —             | 0               | 8                 |                     |

* poznámka: nalevo jsou poslední závody v roce; v roce 2017 se kombinace počítala i z jedné disciplíny
| Mistrovství Evropy | Mistrovství Evropy | Mistrovství Evropy | Mistrovství Evropy |
| Rok                | 2010               | 2015               | 2017               |
| ------------------ | ------------------ | ------------------ | ------------------ |
| Bouldering         | 16-18              | 6                  | 6                  |

## Galerie

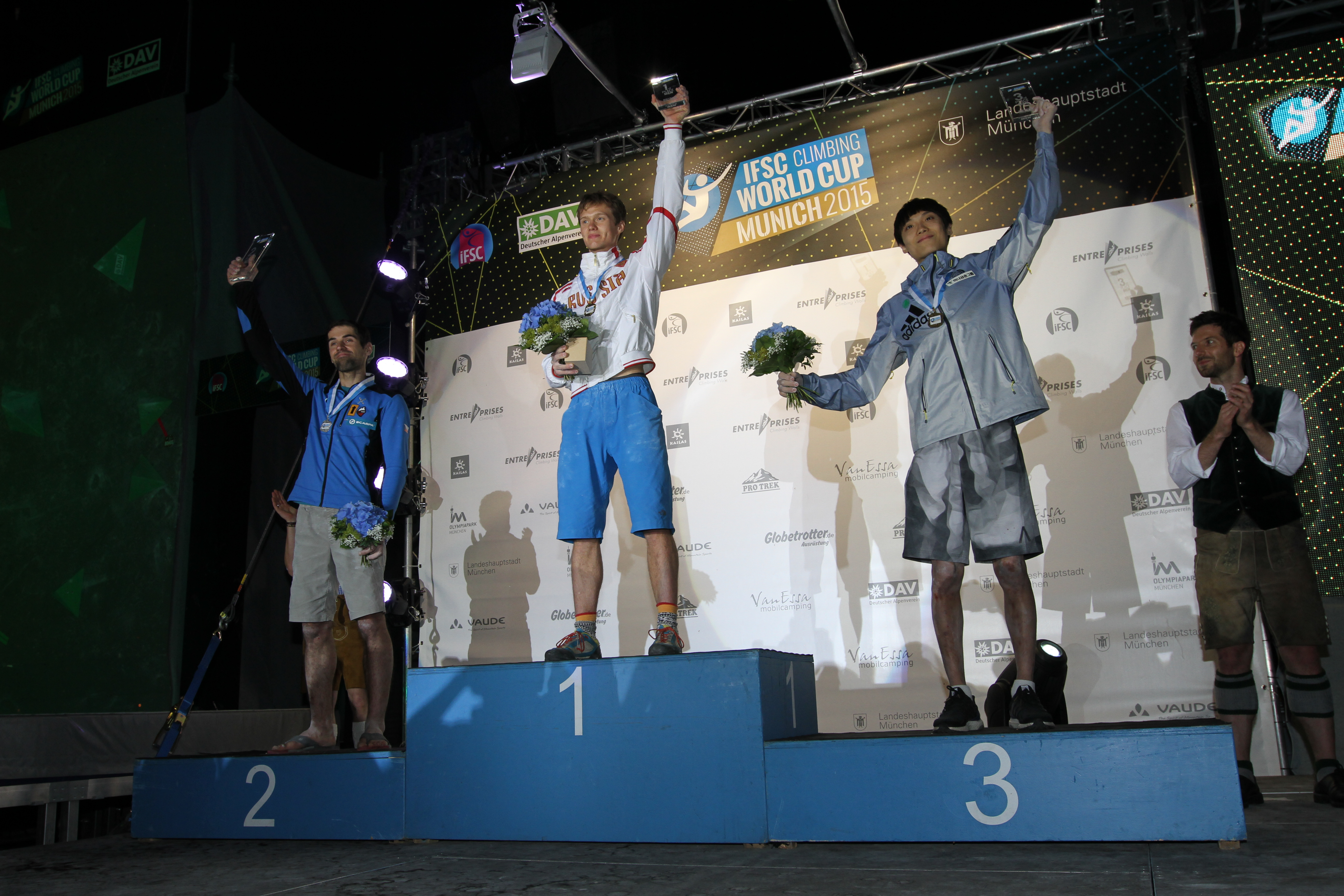
SP 2015 Mnichov (2. Martin Stráník, 1. Alexej Rubcov, 3. Čon Džong-won)
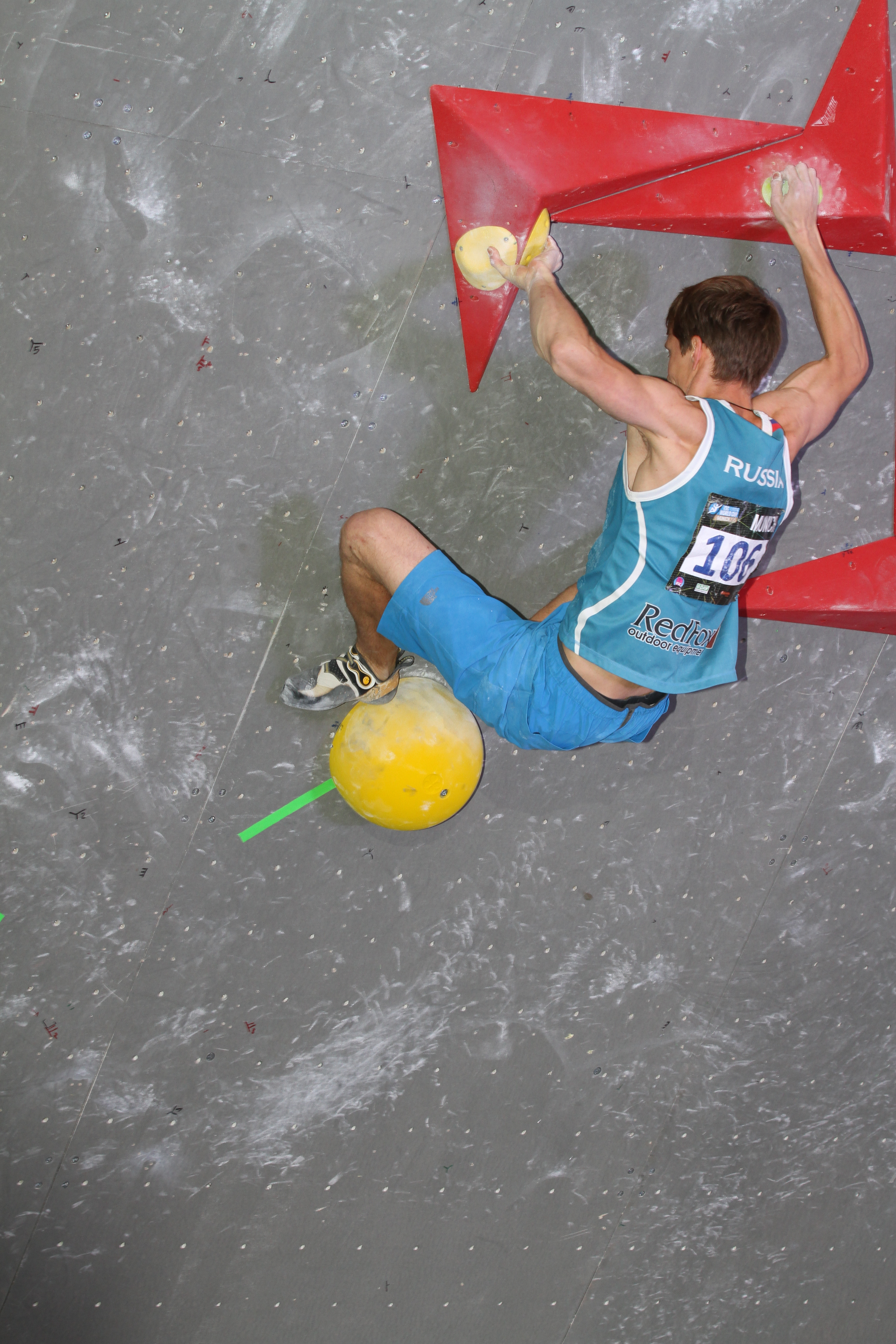
SP 2015 Mnichov
SP 2015 Mnichov